# Selimiye, Çarşamba
Selimiye là một xã thuộc huyện Çarşamba, tỉnh Samsun, Thổ Nhĩ Kỳ. Dân số thời điểm năm 2010 là 377 người.